# Estadio Guillermo Briceño Rosamedina
Das Estadio Guillermo Briceño Rosamedina ist ein Multifunktionsstadion in Juliaca, Peru. Das Stadion fasst 20.030 Zuschauer und ist Heimspielort des Erstligisten Escuela Municipal Deportivo Binacional sowie der Zweitligisten Diablos Rojos, Franciscano San Román und Unión Fuerza Minera.

## Geschichte
Im Jahr 2016 entschied die Regionalregierung der Region Puno, das Stadion bis 2019 zu renovieren. Da die zugesicherten Gelder der Region Puno nicht ausreichten, verzögerten sich die Bauarbeiten am Stadion. Die CONMEBOL erlaubte Binacional im Dezember 2019 die Nutzung des Stadions bei Spielen der Copa Libertadores aufgrund einer fehlenden Flutlichtanlage nicht, weshalb man für zwei Partien ins Estadio Nacional del Perú ausweichen musste. Mitte Februar 2020 waren die Umbauarbeiten abgeschlossen, die Flutlichtmasten installiert und die CONMEBOL erteilte die Erlaubnis, dass Binacional die Heimspiele der Gruppenphase der Copa Libertadores 2020 im Estadio Guillermo Briceño Rosamedina austragen darf.